# Dakhla
|  | Dakhla er også navnet på en oase og by i Egypten; se Dakhla (oase) |
Dakhla/Villa Cisneros er den næststørste by i Vestsahara, et område som siden 27. februar 1976 har været en del af Marokko, Dakhla er den administrative hovedby i regionen Oued Ed-Dahab-Lagouira og provinsen Oued Ed-Dahab. Den havde en befolkning på 58.104 mennesker ved den marokkanske folketælling i 2004 .